# Terminal maritime de l'Ouest d'Helsinki
Le terminal maritime de l'Ouest (finnois : Länsiterminaali) est un terminal pour les passagers qui se situe à Jätkäsaari à Helsinki en Finlande. 

## Descriptif
Le terminal fait partie du Port Ouest d'Helsinki.
Il est constitué des terminaux 1 et 2.

### Terminal 1
Le terminal 1 accueille les passagers des lignes de Tallink M/S Silja Europa et le M/S Princess Anastasia de St. Peter Line pour Saint-Pétersbourg et Stockholm.
Le bâtiment était à l'origine l'entrepôt portuaire L4 de Länsisatama. 
Conçu par l'architecte de la ville d'Helsinki Gunnar Taucher, sa construction s'est achevée en 1941.
Il a été décidé en 1992 de transformer le bâtiment en terminal des bateaux à destination de  Tallinn et il a ouvert le 1er mai 1995,.

### Terminal 2
Le terminal 1 est un terminal achevé au printemps 2017 dans le port ouest de Jätkäsaari. 
Le terminal ouest 2 accueille le M/S Star et le M/S Megastar de Tallink ainsi que le M/S Finlandia d'Eckerö Line .

## Accès
Les terminaux 1 et 2 sont desservis par les lignes 6T et 7 du tramway d'Helsinki qui passent par la gare centrale d'Helsinki.

## Galerie

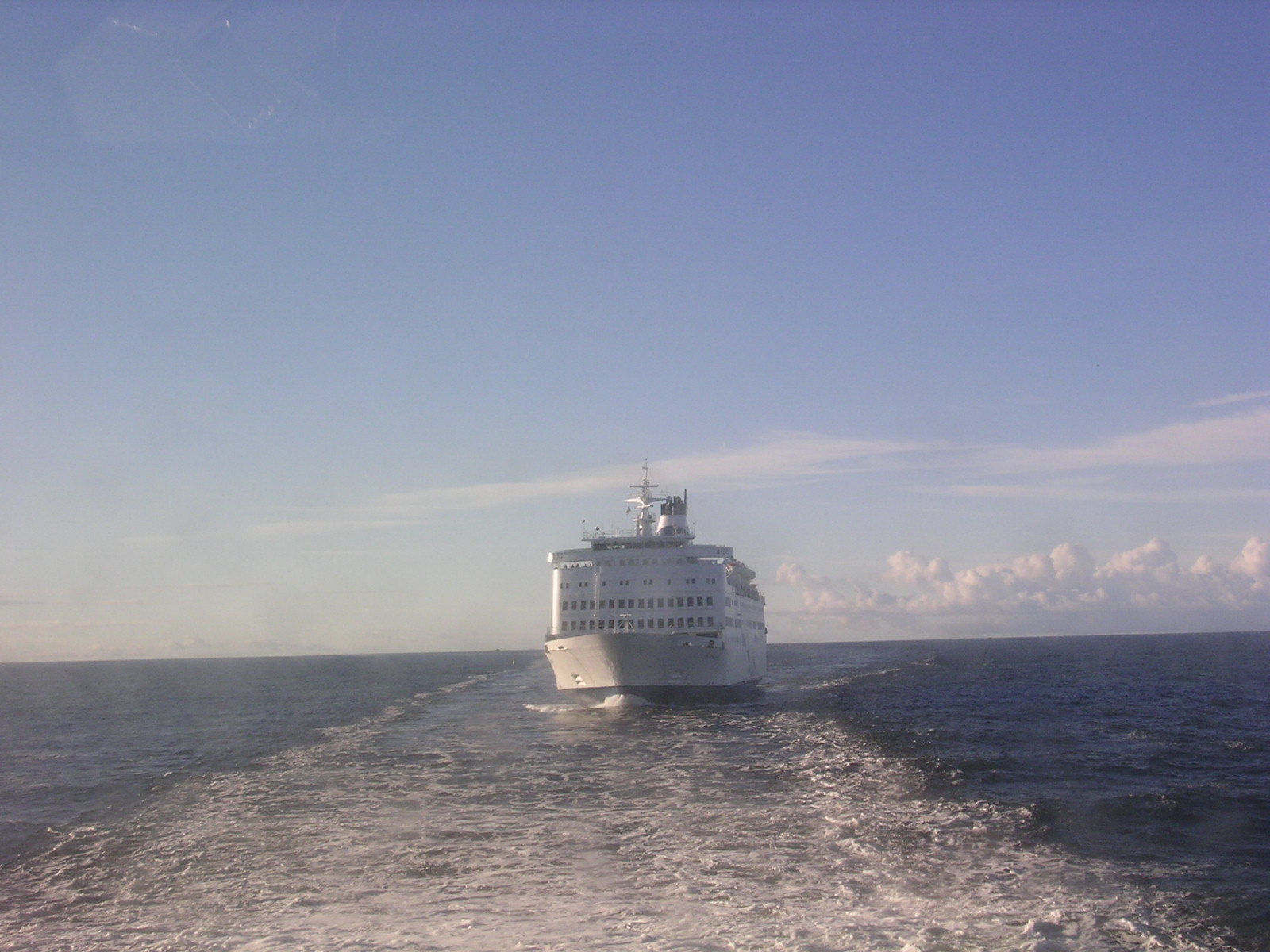
Bateau arrivant au terminal.
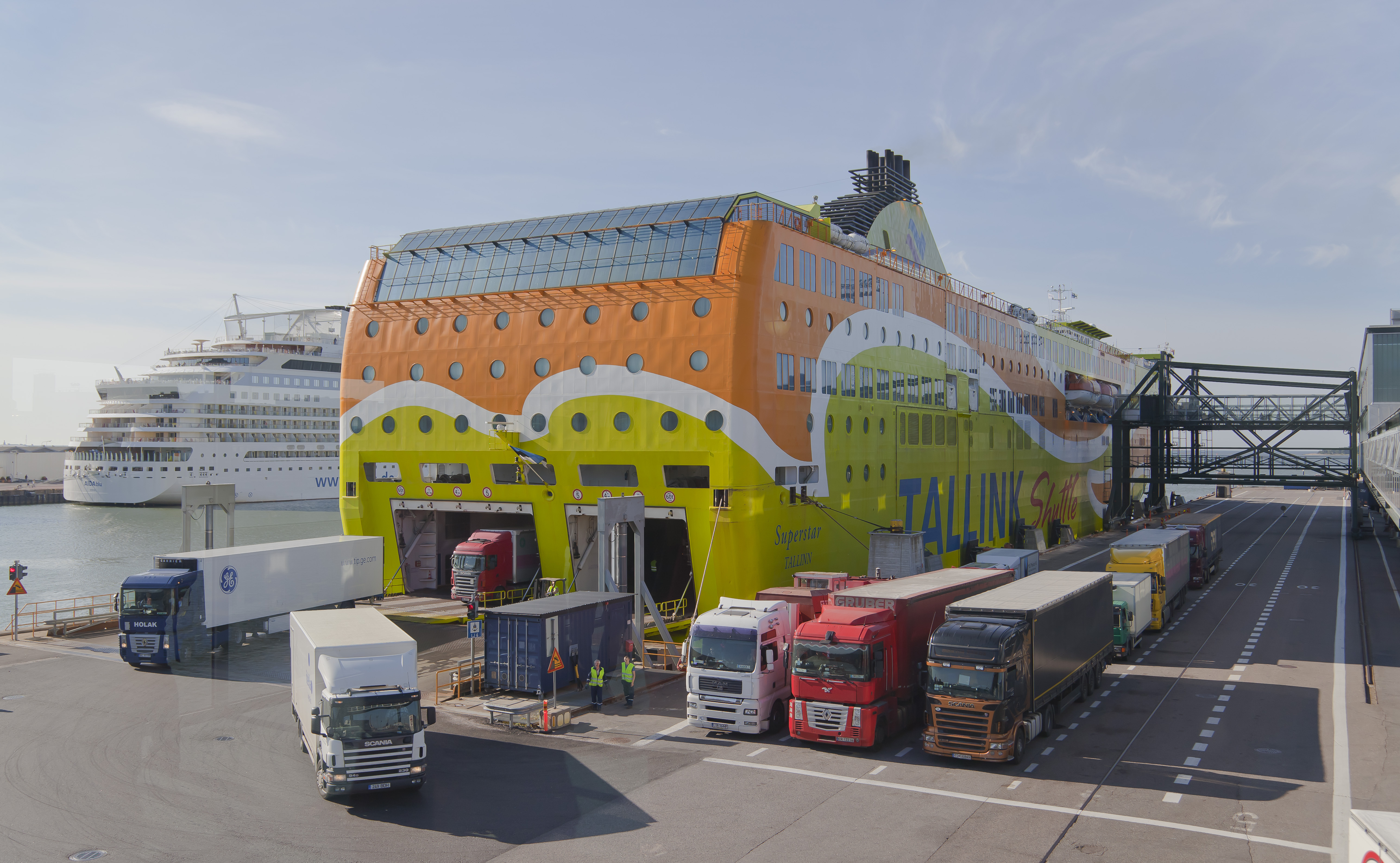
Le MS Superstar au terminal .
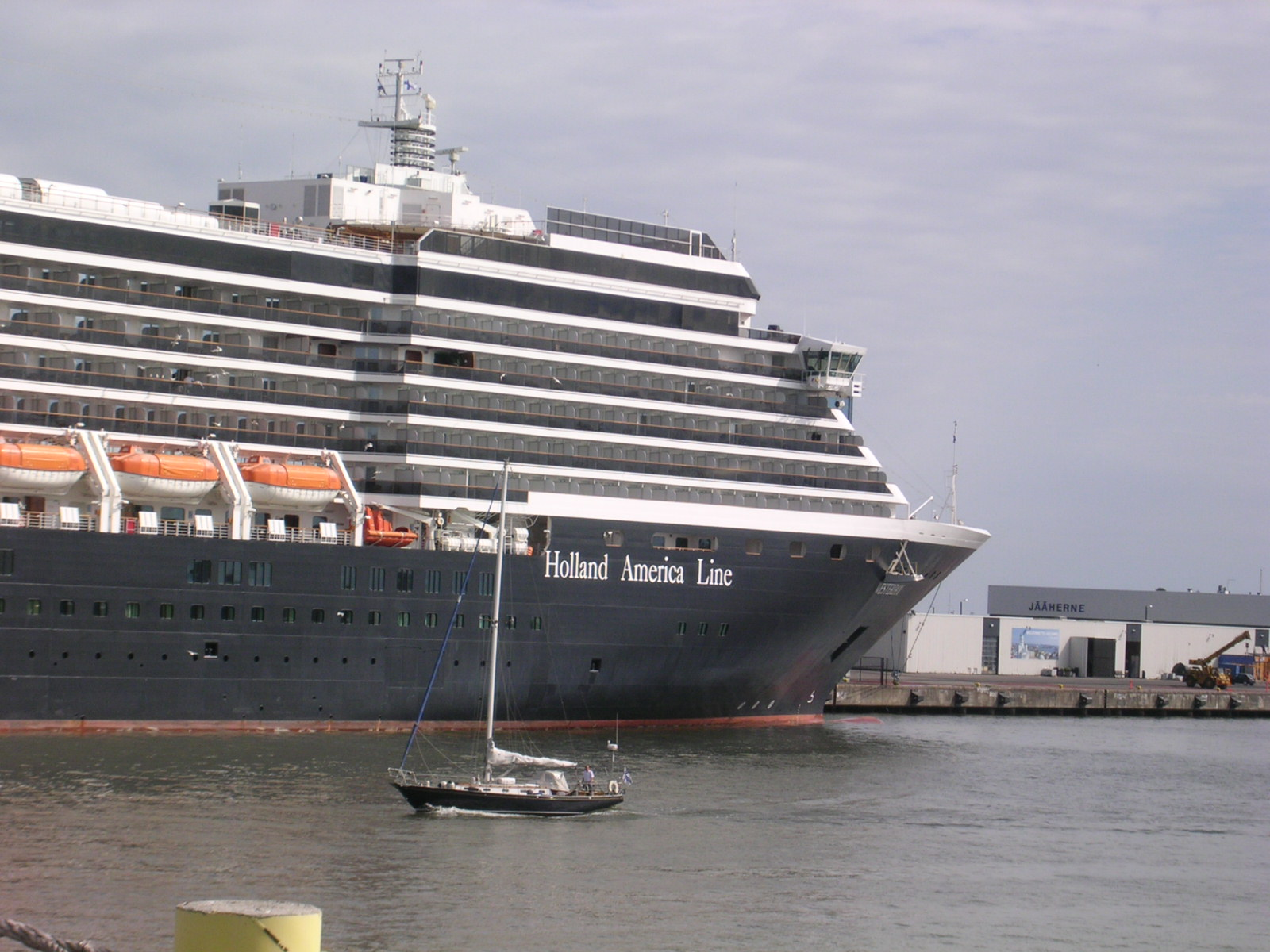
Navire amarré.
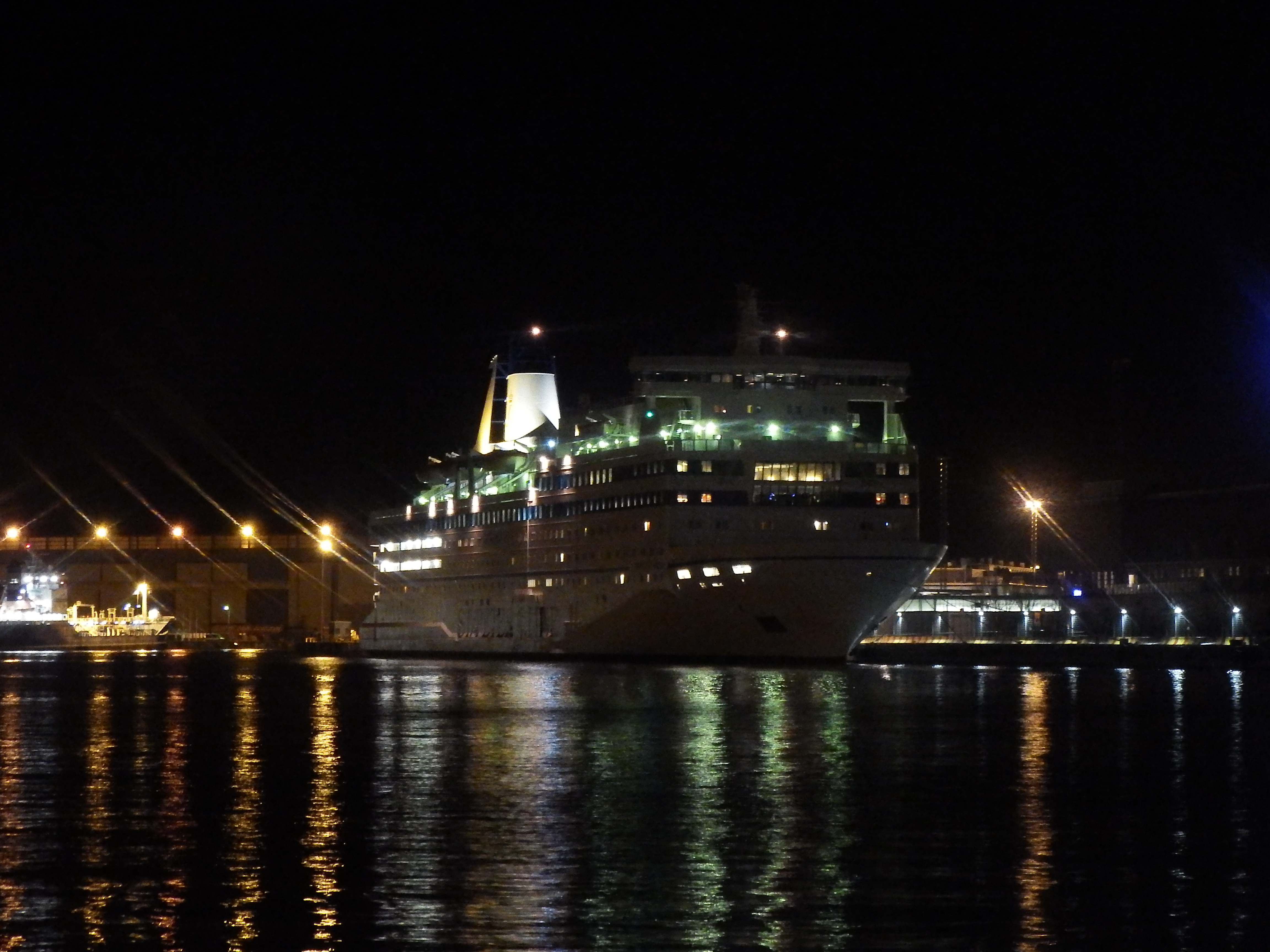
Le MS "Princess Maria".
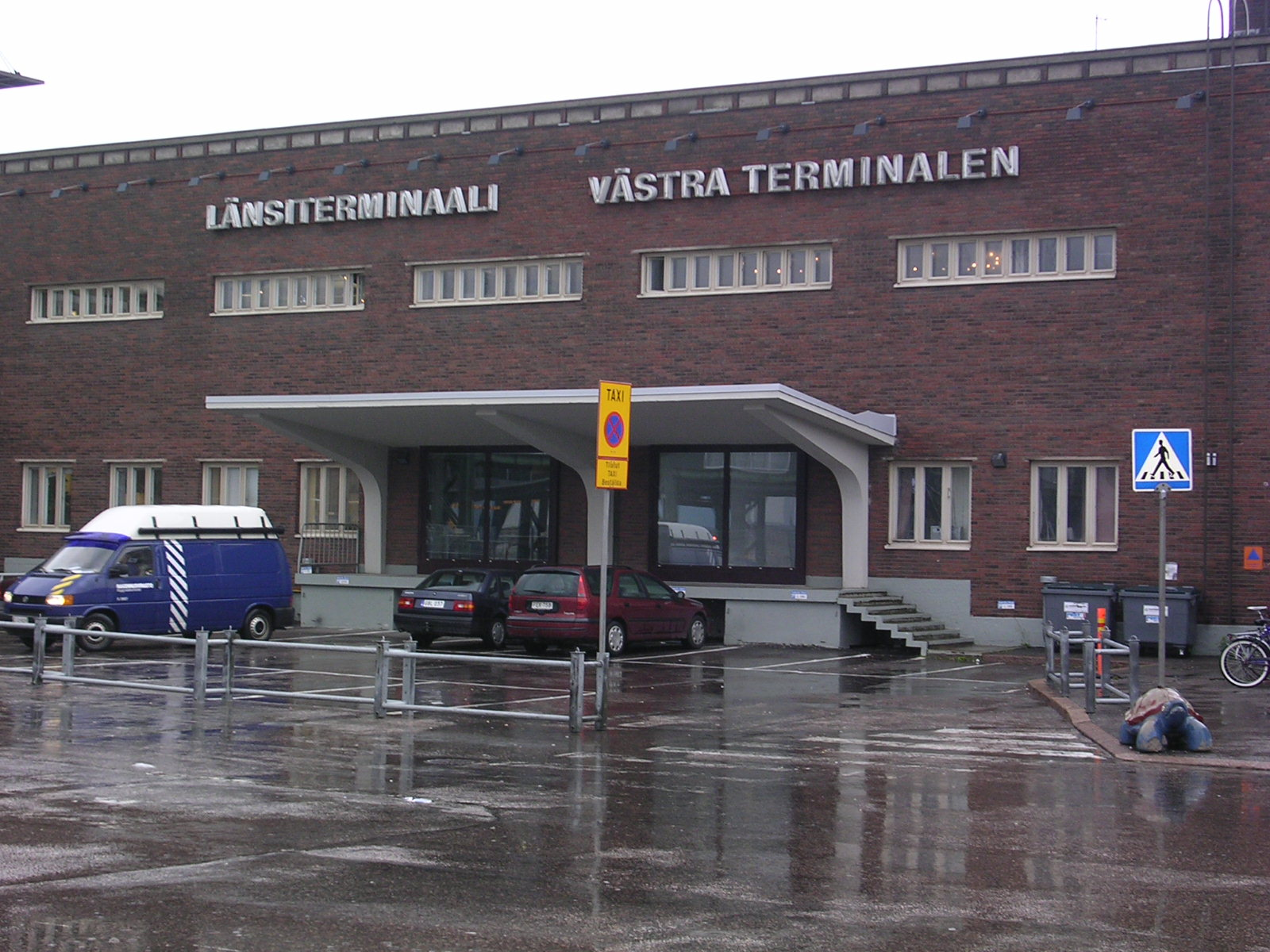
Le terminal 1.
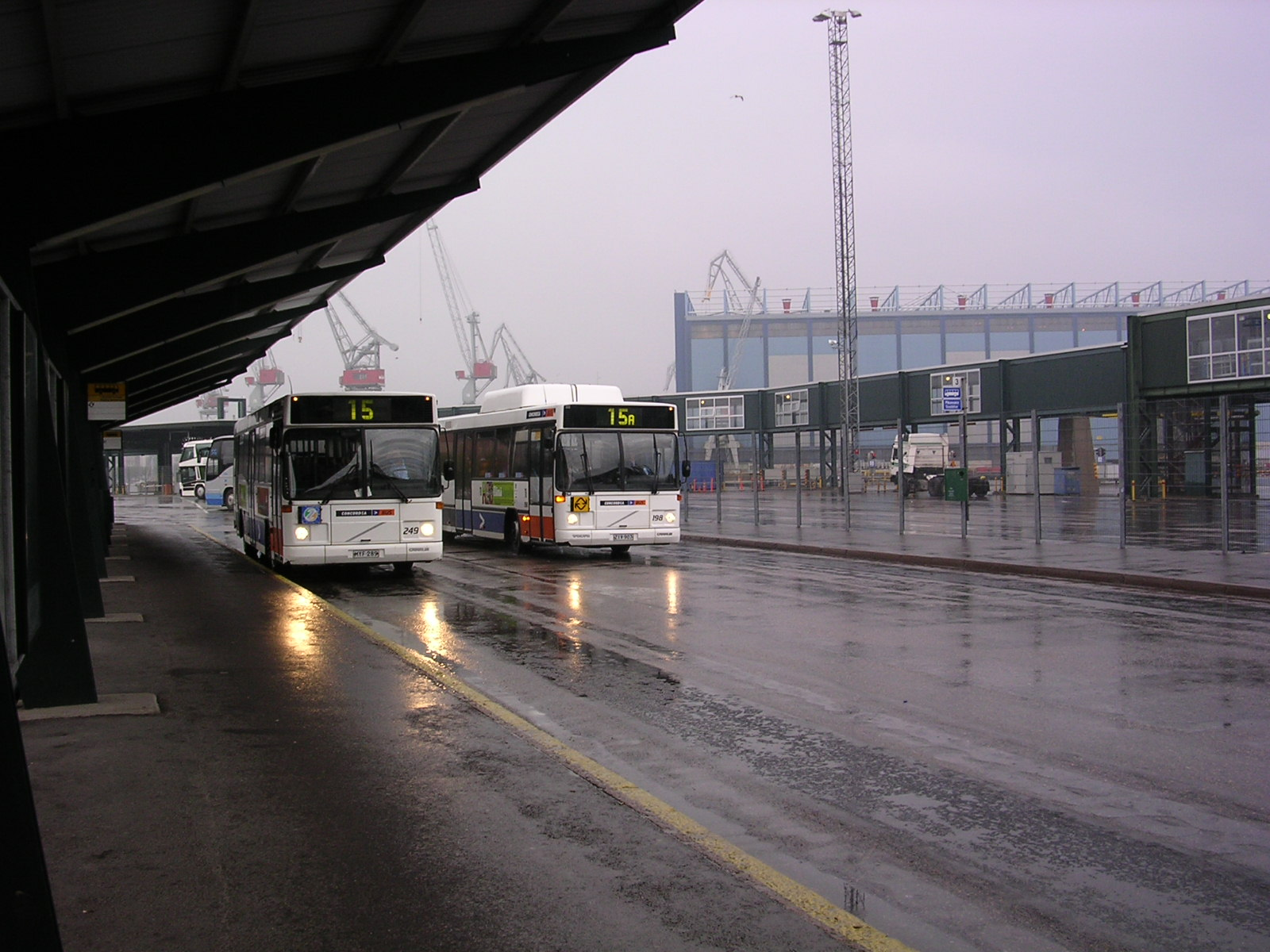
Bus devant le terminal.
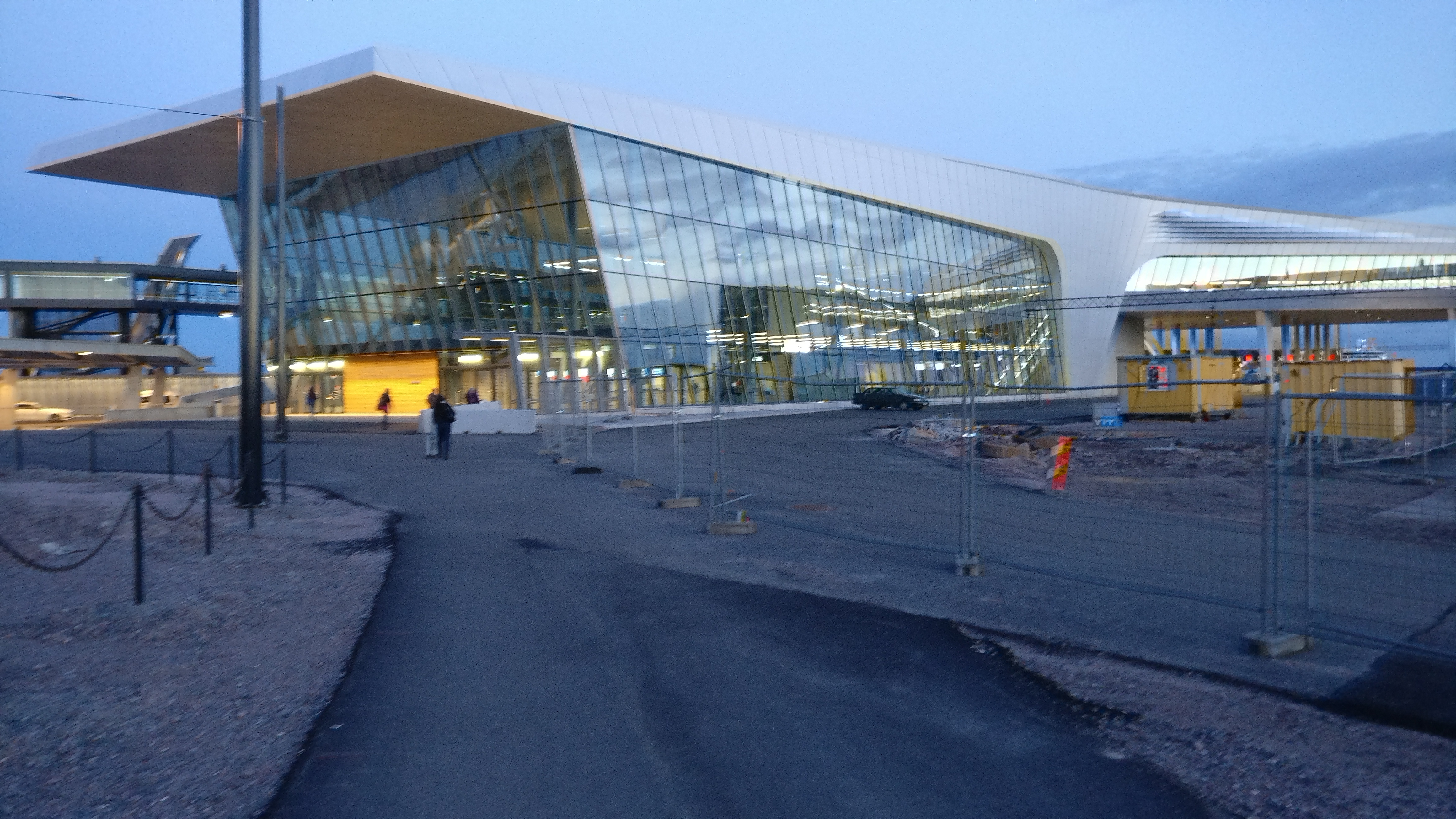
Le terminal 2.